# Bhaga (Fluss)
Die Bhaga ist der etwa 80 km lange rechte Quellfluss der Chandrabhaga (Chanab) im Norden des indischen Bundesstaates Himachal Pradesh.

## Verlauf
Die Bhaga durchfließt den Distrikt Lahaul und Spiti im westlichen Himalaya. Der Fluss entsteht westlich des Bachala-La-Passes in etwa 5000 m Höhe.
Der Bhaga-Fluss strömt anfangs in Richtung Westnordwest. Der Manali-Leh-Highway folgt dem Flusslauf bis zu seiner Mündung. Die Bhaga wendet sich später in einem scharfen Bogen nach Südsüdwesten. Es münden mehrere gletschergespeiste Flüsse in die Bhaga. Die Bhaga passiert die Ortschaften Darcha und Jispa sowie den Distrikthauptort Keylong. Schließlich vereinigt sie sich bei Tandi 5,5 km westlich von Keylong mit dem Chandra zum Chandrabhaga.